# Петирш
Петирш (рум. Pătârș) — село у повіті Арад в Румунії. Входить до складу комуни Усусеу.
Село розташоване на відстані 374 км на північний захід від Бухареста, 45 км на південний схід від Арада, 55 км на північний схід від Тімішоари.

## Населення
За даними перепису населення 2002 року у селі проживала 81 особа, усі — румуни. Усі жителі села рідною мовою назвали румунську.